# Клаудиу (Минас-Жерайс)
Клаудиу (порт. Cláudio)  —  муниципалитет в Бразилии, входит в штат Минас-Жерайс. Составная часть мезорегиона Запад штата Минас-Жерайс. Входит в экономико-статистический микрорегион Дивинополис. Население составляет 25 509 человек на 2006 год. Занимает площадь 630,278 км². Плотность населения — 40,5 чел./км².

## История
Город основан 30 августа 1911 года. 

## Статистика
- Валовой внутренний продукт на 2003 год составляет 113 183 024,00 реалов (данные: Бразильский институт географии и статистики).
- Валовой внутренний продукт на душу населения на 2003 год составляет 4688,80 реалов (данные: Бразильский институт географии и статистики).
- Индекс развития человеческого потенциала на 2000 год составляет 0,735 (данные: Программа развития ООН).